# Интрига (фильм)
«Интрига» (англ. Intrigue) — американский шпионский триллер о погоне, снятый специально для телевидения режиссёром Дэвидом Друри. Фильм вышел на экраны CBS 11 сентября 1988 года.

## Сюжет
Секретный агент разведки США, Кроуфорд, живёт в Брюсселе под видом культурного атташе. Сначала он получает задание контрабандой доставить Хиджби, бывшего офицера ЦРУ, бежавшего в Москву несколько лет назад. Встретившись с ним, он видит, что тот хочет сам вернуться в Штаты, но опасается реакции советских и американских разведывательных спецслужб. Затем Кроуфорд получает приказ убить Хиджби и вынужден разрываться между двумя указаниями, так как до своего бегства Хиджби был его другом и наставником. Вместе они уходят от преследования работников КГБ и своих же коллег из ЦРУ, демонстрируя высококлассные навыки и опыт мастеров шпионажа.

## Актёрский состав

### В главных ролях
- Скотт Гленн — Кроуфорд
- Роберт Лоджа — Хиджби
- Уильям Атертон — Доджетт
- Мартин Шоу — Росков
- Шери Лунги[англ.] — Адриана
- Элеонор Брон — София

### Второстепенные персонажи
- Пол Максвелл — Эстербрук
- Уильям Робертс — Мерриман
- Дон Филлоус — О’Брайан
- Блэйн Фэйрмэн — начальник женевского отделения
- Филип О’Брайен — госсекретарь США
- Бозидар Смиляник — телерепортёр
- Санья Плепелиц — Мишель
- Слободан Димитриевич — сотрудник службы безопасности
- Мария Кон — Сопрано
- Сретен Мокрович — таможенник
- Том Стойкович — менеджер компании
- Дамир Мейовсек — водитель
- Джулье Перлаки — Иван
- Бранка Стрмач — клерк за стойкой в отеле
- Пол Вумер — болтун
- Даско Валентич — первый полицейский в заграждении
- Борис Грегорич — второй полицейский в заграждении
- Майкл Сесич — «приторный» мужчина
- Роберт Танкович— офицер связи
- Боб Ленски — репортёр
- Андреа Сарич — искусствовед
- Вьенсеслав Кэпьюрэл — доброжелатель